# Phare de Cape Vincent
Le phare de Cape Vincent (en anglais : Cape Vincent Light), est un phare inactif situé dans la ville de Cape Vincent sur le fleuve Saint-Laurent, dans le Comté de Jefferson (État de New York).
Il est inscrit au Registre national des lieux historiques depuis le 14 novembre 1978 . et déclaré National Historic Landmark le 24 septembre 1997.
Sakonnet Point (ceb)

## Histoire
Il était placé, à l'origine, sur le brime-lames du port. Il a été désactivé en 1951 et déplacé dans les terres.

## Description
Le phare  est une tour quadrangulaire en bois d avec une galerie et une lanterne de 7,5 m de haut. La tour recouverte d'un revêtement en aluminium blanc et la lanterne est noire.
Identifiant : ARLHS : USA-141 .

### Lien connexe
- Liste des phares de l'État de New York